# Pseudomystus heokhuii
Pseudomystus heokhuii es una especie de peces de la familia Bagridae en el orden de los Siluriformes. Se encuentra en Sumatra (Indonesia).

## Morfología
Los machos pueden llegar alcanzar los 6,4 cm de longitud total.